# Le favolose notti d'oriente
Le favolosi notti d'oriente è un film comico italiano del 1973 diretto da Mino Guerrini.

## Trama
Due uomini imprigionati da uno sceicco per potere riacquistare la libertà devono conquistare la sua attenzione attraverso il racconto di alcune storie realmente accadute.